# 熱帶風暴木恩 (2019年)
熱帶風暴木恩（英語：Tropical Storm Mun，國際編號：1904，聯合颱風警報中心：WP052019）是2019年太平洋颱風季第4個被命名的熱帶氣旋。「木恩」一名由密克羅尼西亞提供，是雅浦語，六月的意思。此名字第一次使用，取代被退役的菲特。

## 氣象歷史
6月30日，一個低壓區在南海北部形成。翌日，美國海軍研究實驗室給予擾動编號96W，聯合颱風警報中心將發展評级為「低」。7月1日下午，日本氣象廳升格為熱帶低氣壓並發出烈風警報；臺灣中央氣象局在1日下午2時把該系統升為熱帶性低氣壓，給予編號09；由於該系統結構鬆散，使各氣象機構的定位有很大分歧。聯合颱風警報中心在晚上10時30分將評級升為「中」，更於2日凌晨4時30分升為「高」，並發佈熱帶氣旋形成警報。香港天文台則當日上午10時先宣布一個熱帶低氣壓正在形成中，再在下午4時15分將該系統升格為熱帶低氣壓。
7月2日晚間9時，日本氣象廳升格為熱帶風暴，給予國際編號1904，並命名「木恩」，中國國家氣象中心和臺灣中央氣象局亦跟隨，在當晚10時將該系統升為熱帶風暴和輕度颱風。7月3日凌晨0時45分，中國國家氣象中心宣佈木恩在海南省萬寧市和樂鎮沿海登陸。聯合颱風警報中心也於同日取消熱帶氣旋形成警報，並將評級降為「中」。7月4日凌晨，聯合颱風警報中心將其直接升格為熱帶風暴，給予熱帶氣旋編號05W。該系統於上午6時45分前後在越南太平省沿海登陸。上午8時，臺灣中央氣象局將木恩颱風降格為熱帶性低氣壓，隨後聯合颱風警報中心發出最後警報。上午11時，香港天文台將木恩降格為低壓區，日本氣象廳亦在中午12時將其降格為熱帶低氣壓。

## 影響

### 澳門
當地發出最高熱帶氣旋警告信號： 三號風球
- 當地發出之最高風暴潮警告：藍色風暴潮警告

澳門地球物理暨氣象局在7月1日晚上10時發出一號風球，當時木恩集結在澳門東南約480公里 同時發出藍色風暴潮警告。澳門氣象局於7月2日下午五時表示晚間將考慮改發三號風球，其後在6時30分表示8時將改發三號風球。7月2日晚上8時發出三號風球，當時木恩集結在澳門之西南偏南420公里。7月3日上午6時改發一號風球。下午1時取消所有熱帶氣旋警告信號。

### 香港
當地發出最高熱帶氣旋警告信號： 一號戒備信號
香港天文台則在7月2日上午10時先宣布一個熱帶低氣壓正在形成中，再在下午4時15分升格為熱帶低氣壓，並發出一號戒備信號，當時木恩位於香港西南偏南約440公里，是2019年首個影響香港的風暴。天文台表示，除非該木恩顯著增強或採取較北的移動路徑，否則當日香港風勢顯著增強的機會較低，需要改發三號強風信號的機會不大。受木恩相關的外圍雨帶影響，香港自午夜開始有大雨，天文台在7月3日凌晨12時45分發出黃色暴雨警告信號，並在凌晨2時05分取消。隨著木恩遠離香港，天文台7月3日上午5時40分取消所有熱帶氣旋警告信號，當時木恩集結在香港之西南約620公里。

### 中國大陸
當地發出最高熱帶氣旋警告信號： 颱風藍色預警信號
中國國家氣象中心在晚間8時30分跟隨，將該系統升為熱帶低壓，給予編號TD01。隨著系統逐漸靠近海南島，中國國家氣象中心於7月2日晚間6時發佈颱風藍色預警信號，隨後中國國家氣象中心於7月2日晚間10時將該系統升為熱帶風暴。

#### 廣東
當地發出最高熱帶氣旋警告信號： 颱風藍色預警信號

#### 海南
當地發出最高熱帶氣旋警告信號： 颱風黃色預警信號
早在6月下旬，當地氣象部門就已經預測出7月初海南將會受到熱帶氣旋的影響。隨著系統的生成並發展，海南省氣象局在7月1日21時發佈颱風四級預警，即颱風藍色預警信號，並於7月2日21時50分升級為颱風黃色預警信號。
受到木恩的影響，7月1日至3日進出島的部分旅客列車停運，海口美蘭國際機場取消航班4架次，三亞鳳凰國際機場取消航班13架次。瓊州海峽一度於7月2日12時至7月3日17時停航。7月3日17時起，抗風等級達到8級的部分船隻恢復通航。

#### 廣西
當地發出最高熱帶氣旋警告信號： 颱風藍色預警信號

### 越南
隨著木恩逐漸遠離海南島趨向越南，越南中央水文氣象預報中心對北部地區的廣寧省、清化省一帶發出警告，慎防颱風引發的大雨、旋風、強風等災害。越南預防自然災害中央指導委員會主任阮春強強調各部門各省市要主動採取防範措施，組織海上船舶撤離危險地帶。
木恩於4日早晨在越南太平省沿海登陸，並帶來狂風暴雨。清化省的一座大橋因為週四早些時候的大雨而垮塌，並造成2人死亡、3人受傷。

## 熱帶氣旋警告使用紀錄

### 澳門
| 地球物理暨氣象局 熱帶氣旋信號 | 地球物理暨氣象局 熱帶氣旋信號 | 地球物理暨氣象局 熱帶氣旋信號 |
| ----------------------------- | ----------------------------- | ----------------------------- |
| 上一熱帶氣旋                  | 一號風球                      | 下一熱帶氣旋                  |
| 超強颱風玉兔                  | 一號風球                      | 熱帶風暴韋帕                  |
| 超強颱風山竹                  | 三號風球                      | 熱帶風暴韋帕                  |

### 香港
| 香港天文台 熱帶氣旋警告信號 | 香港天文台 熱帶氣旋警告信號 | 香港天文台 熱帶氣旋警告信號 |
| --------------------------- | --------------------------- | --------------------------- |
| 上一熱帶氣旋                | 一號戒備信號                | 下一熱帶氣旋                |
| 超強颱風玉兔                | 一號戒備信號                | 熱帶風暴韋帕                |

### 中國大陸
| 国家气象中心 颱風預警信號 | 国家气象中心 颱風預警信號 | 国家气象中心 颱風預警信號 |
| ------------------------- | ------------------------- | ------------------------- |
| 上一熱帶氣旋              | 颱風藍色預警信號          | 下一熱帶氣旋              |
| 強熱帶風暴天兔            | 颱風藍色預警信號          | 熱帶風暴丹娜絲            |

## 外部連結
| 太平洋颱風季             |
| 主題頁 - 專題 - 編輯指南 |

- （日語）日本氣象廳首頁 （页面存档备份，存于）
- （英文）美國聯合颱風警報中心首頁 （页面存档备份，存于）
- （简体中文）中國國家氣象中心首頁
- （繁體中文）臺灣中央氣象局首頁 （页面存档备份，存于）
- （繁體中文）香港天文台首頁 （页面存档备份，存于）
- （繁體中文）澳門地球物理暨氣象局首頁 （页面存档备份，存于）
- （英文）菲律賓大氣地球物理和天文管理局首頁 （页面存档备份，存于）